# Pawieł Walden
Pawieł Borisowicz Walden, ros. Павел Борисович Вальден; (ur. 3 sierpnia 1887 w Symbirsku, zm. 28 września 1948 w Moskwie) – radziecki wojskowy, generał major wojsk pancernych, w młodości strzelec sportowy, olimpijczyk.

## Życiorys
Pochodził ze szlachty, był synem oficera (pułkownika). W 1907 ukończył Pawłowską Szkołę Wojskową. Od 1907 podporucznik, od 1911 porucznik gwardii. Służył w 2 Lejb-Gwardyjskim Carskosielskim Pułku Strzelców.
Brał udział w igrzyskach olimpijskich w 1912 w Sztokholmie, startując łącznie w 5 konkurencjach. Indywidualnie najwyżej był na 11. miejscu (karabin wojskowy, trzy postawy, 300 m), zaś drużynowo najwyżej był siódmy (karabin dowolny, trzy postawy, 300 m). W drugiej drużynowej konkurencji był dziewiąty (karabin wojskowy), zaś w dwóch pozostałych indywidualnych był w piątej i siódmej dziesiątce.
Podczas I wojny światowej ranny w głowę i nogę, miał amputowaną lewą nogę. Sztabskapitan gwardii w 1915, kapitan w 1916, pułkownik w 1917. Od 1917 walczył po stronie bolszewików. Dowodził obroną na Wzgórzach Pułkowskich przed wojskami generała Piotra Krasnowa.
Później był wykładowcą w szkołach wojskowych. 11 marca 1944 mianowany na stopień generała-majowa wojsk pancernych.
13 marca 1948 przeniesiony w stan spoczynku, zmarł we wrześniu tego roku. Pochowany na Cmentarzu WWiedeńskim w Moskwie.

## Odznaczenia
- Order Świętego Włodzimierza IV klasy z mieczami i wstęgą
- Order Świętej Anny III klasy z mieczami i wstęgą
- Order Świętej Anny II klasy z mieczami
- Order Świętego Stanisława II klasy z mieczami
- Broń Świętego Jerzego
- Order Lenina (21 lutego 1945)
- Order Czerwonego Sztandaru (3 listopada 1944)
- Order Czerwonej Gwiazdy (15 grudnia 1943)
- Medal jubileuszowy „XX lat Robotniczo-Chłopskiej Armii Czerwonej” (1938)
- Medal „Za zwycięstwo nad Niemcami w Wielkiej Wojnie Ojczyźnianej 1941–1945” (9 maja 1945)